# Обсада на Неапол (542–543)
Обсадата на Неапол се провежда от пролетта 542 до април 543 г. по време на Готската война и завършва с превземането на град Неапол от войската на остготите на крал Тотила.
Гранизонът на град Неапол от около 1000 души на източно римския (византийския) с командир Конон и флотът на magister militum Деметрий са победени от остготите.